# Río Guadalporcún
El río Guadalporcún es un río del sur de España, afluente del río Guadalete, que discurre por Andalucía, más concretamente por el noreste de la Sierra de Cádiz. Anteriormente se le conoció como "Río de Olvera" o "Río de Zaframagón".

## Estructura

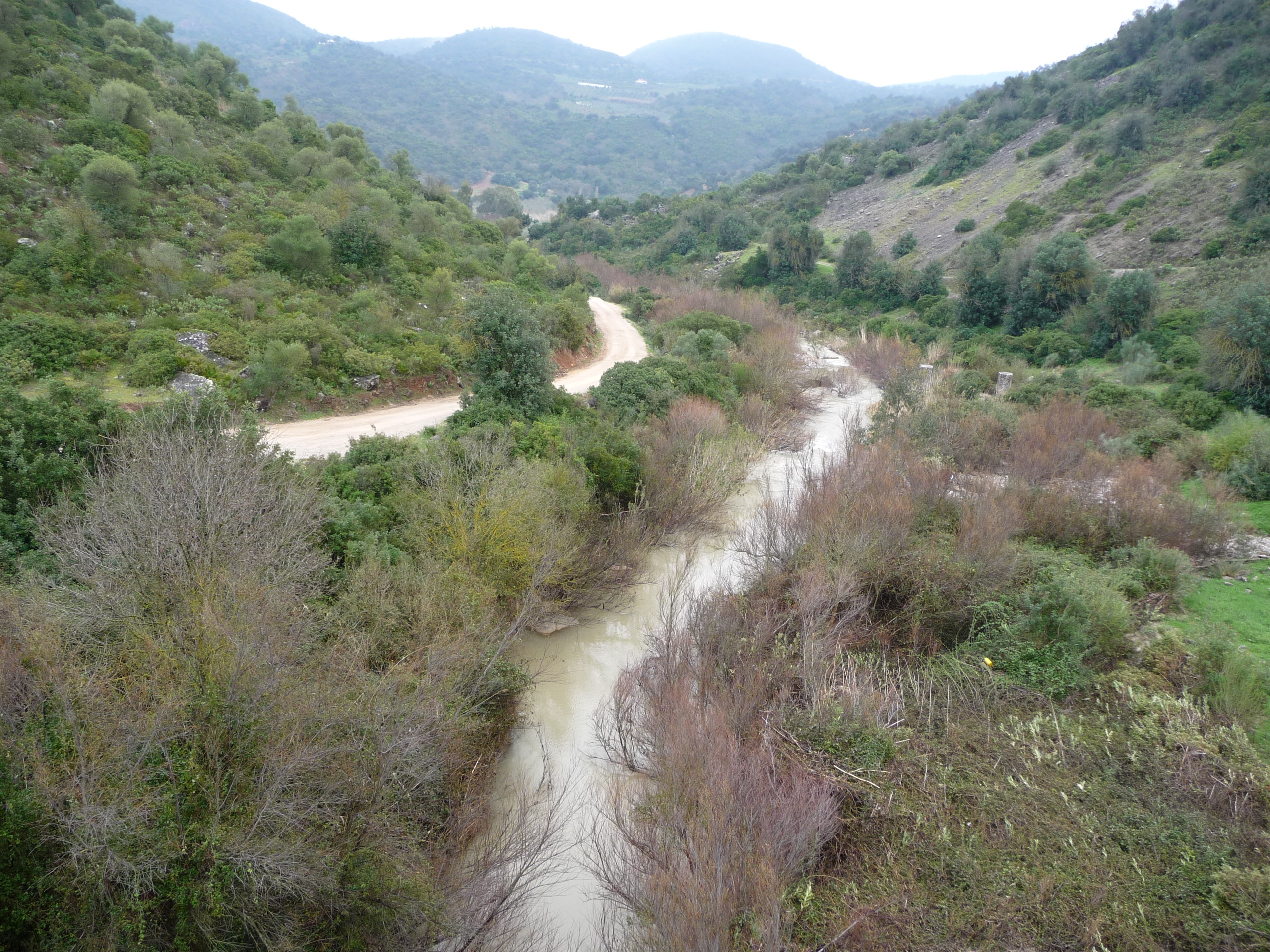
Guadalporcún

Se puede hablar del Guadalporcún con autoridad en la confluencia del río Trejo y el arroyo del Zumacal, al sur del municipio de Torre Alháquime, a una altitud de 420 m s. n. m. Posee una longitud de 43 km y su curso discurre sobre materiales blandos, básicamente miocenos, en los cuales la erosión ha creado tajos impresionantes como el de Setenil de las Bodegas.

## Municipios
En su recorrido pasa por los municipios gaditanos de Alcalá del Valle, Setenil, Torre Alháquime y Olvera, y penetra también en la provincia de Sevilla, donde recibe las aguas del Guadamanil, desembocando en el Guadalete, al oeste de sierra Vaquera, ya en el término de Puerto Serrano a 180 m s. n. m. Se pescan en este río barbos, cangrejos de río y anguilas.